# Золотоношский район
Золотоно́шский райо́н (укр. Золотоніський район) — административная единица на северо-востоке Черкасской области Украины. Административный центр — город Золотоноша.
Район граничит на севере с Драбовским, на востоке — с Чернобаевским, на юге — с Черкасским районами Черкасской области. На северо-западе район граничит с Каневским районом Черкасской области и Переяслав-Хмельницким районом Киевской области. Юго-западная часть района омывается водами Кременчугского водохранилища
Расстояние от города Золотоноша до областного центра города Черкассы — 35 км.

## География
Площадь района — 4246 км² (в старых границах до 2020 года — 1517 км²). Расположен на левом берегу реки Днепр.
Основные реки — Днепр, Золотоношка, Супой, Крапивка.

## История
Район был образован в УССР 7 марта 1923 года.
12 ноября 1959 года к Золотоношскому району была присоединена часть территории упразднённого Ирклеевского района.
17 июля 2020 года в результате административно-территориальной реформы район был укрупнён, в его состав вошли территории:
- Золотоношского района,
- Драбовского района,
- Чернобаевского района,
- а также города областного значения Золотоноша.

## Население
Численность населения района в укрупнённых границах — 142,3 тыс. человек.
Численность населения района в границах до 17 июля 2020 года по состоянию на 1 января 2020 года — 39 349 человек (всё — сельское).

## Административное устройство
Район в укрупнённых границах с 17 июля 2020 года делится на 11 территориальных общин (громад), в том числе 1 городскую, 2 поселковые и 8 сельских общин (в скобках — их административные центры):
- Городские:
  - Золотоношская городская община (город Золотоноша);
- Поселковые:
  - Драбовская поселковая община (пгт Драбов),
  - Чернобаевская поселковая община (пгт Чернобай);
- Сельские:
  - Великохуторская сельская община (село Великий Хутор),
  - Вознесенская сельская община (село Вознесенское),
  - Гельмязовская сельская община (село Гельмязов),
  - Зоревская сельская община (село Зоревка),
  - Ирклиевская сельская община (село Ирклиев),
  - Новодмитровская сельская община (село Новая Дмитровка),
  - Песчанская сельская община (село Песчаное),
  - Шрамковская сельская община (село Шрамковка).

Населённые пункты (в старых границах до 17 июля 2020 года)
В старых границах до 17 июля 2020 года район включал 61 населённый пункт, в том числе:
- 11 посёлков:Гладковщина • Дибровка • Каневщина • Ковтуновка • Малиновщина • Пальмира • Роздол • Снегуровка • Степовое • Холодное • Шкодуновка
- 50 сёл: Антиповка • Бакаевка • Благодатное • Богданы • Богуславец • Броварки • Бубновская Слободка • Вознесенское • Гельмязов • Гладковщина • Деньги • Дмитровка • Домантово • Драбовцы • Зоревка • Каленики • Кедина Гора • Коврай • Коврай Второй • Коврайские Хутора • Ковтуны • Комаровка • Коробовка • Крапивна • Кривоносовка • Крупское • Лукашовка • Львовка • Малиевка • Маркизовка • Матвеевка • Мелесовка • Мицаловка • Новая Гребля • Новая Дмитровка • Ольхи • Песчаное • Плешкани • Подольское • Подставки • Приветное • Сеньковцы • Синеоковка • Скориковка • Софиевка • Хвылево-Сорочин • Хрущовка • Чернещина • Шабельники • Щербиновка

## Достопримечательности
В с. Бакаевка есть Красногорский девичий монастырь.

## Известные земляки
- Криворучко, Григорий Лукич (07.02.1912—12.04.1978) — кавалер ордена Славы трёх степеней[9].
- Шарый-Богунский, Антон Саввович (1899—1919) — герой гражданской войны на Украине, советский военачальник, один из организаторов партизанских отрядов и отрядов Красной армии. Один из самых юных красных полководцев Гражданской войны.